# Représentant du gouvernement au Sénat
Le représentant du gouvernement au Sénat (anglais : Representative of the Government in the Senate) est le sénateur choisi par le premier ministre pour représenter le gouvernement au sein du Sénat du Canada.
Le poste a été créé en 2016 par le gouvernement libéral de Justin Trudeau en remplacement du leader du gouvernement au Sénat qui était également chef du caucus du parti gouvernemental et membre du conseil des ministres.

## Rôle
Les responsabilités du représentant du gouvernement au Sénat comprennent :
1. la planification et l'administration du programme législatif gouvernemental au Sénat
2. répondre aux questions pour le gouvernement durant la période des questions au Sénat
3. maintenir des relations avec l'opposition sur toutes les questions concernant les activités du Sénat
4. travailler avec le leader du gouvernement à la Chambre des communes afin d'assurer la coordination efficace du programme législatif gouvernemental.

Étant donné que c'est la composition de la Chambre des communes qui détermine quel parti forme le gouvernement, il arrive parfois que le parti gouvernemental soit minoritaire au Sénat. Cette situation est assez fréquente, surtout à l'arrivée d'un nouveau gouvernement.

## Historique
Les premiers conseils des ministres de la Confédération comprenait plusieurs sénateurs qui pouvaient ainsi répondre de l'action du gouvernement au sein du Sénat, l'un d'entre eux étant de facto leader du gouvernement au Sénat. De plus, au XIXe siècle, il n'est pas inhabituel pour un sénateur d'être Premier ministre comme John Joseph Caldwell Abbott ou Mackenzie Bowell. Toutefois, au cours du temps, la légitimité du Sénat — chambre non élue — a décliné et il est devenu rare pour un sénateur d'occuper un poste ministériel important. À partir de 1935, il est fréquent que le seul sénateur membre du cabinet soit le leader du gouvernement au Sénat.
Parfois, le leader du gouvernement au Sénat n'est pas inclus parmi les ministres, tels que William Benjamin Ross en 1926 ou Walter Morley Aseltine et Alfred Johnson Brooks qui ne faisaient pas partie des ministres de John Diefenbaker (1958-1963). En 1968, le poste de leader du gouvernement au Sénat devient un portefeuille à part entière avec la nomination de Paul Martin Sr.. De 2013 à 2015, sous le gouvernement de Stephen Harper, le leader du gouvernement au Sénat ne fait pas partie du cabinet.
En 2015, Justin Trudeau décide de ne pas nommer de leader du gouvernement au Sénat (James S. Cowan n'étant que « leader des libéraux au Sénat » et n'est pas ministre). Le 12 avril 2016, Peter Harder entre en fonction en tant que sénateur indépendant et reçoit le titre de représentant du gouvernement au Sénat, sans non plus être ministre.

## Liste des titulaires
- Alexander Campbell, 1er juillet 1867 - 7 novembre 1873 (Conservateur)
- Luc Letellier de St-Just, 7 novembre 1873 - 14 décembre 1876, (Libéral)
- Richard William Scott, 14 décembre 1876 - 7 octobre 1878, (Libéral)
- Alexander Campbell, 18 octobre 1878 - 26 janvier 1887, (Conservateur)
- John Joseph Caldwell Abbott[note 1], 12 mai 1887 - 30 octobre 1893, (Conservateur)
- Mackenzie Bowell[note 2], 31 octobre 1893 - 27 avril 1896, (Conservateur)
- Oliver Mowat, 19 août 1896 - 18 novembre 1897, (Libéral)
- David Mills, 18 novembre 1897 - 7 février 1902, (Libéral)
- Richard William Scott, 14 décembre 1902 - 1908, (Libéral)
- Richard John Cartwright, 1909 - 6 octobre 1911, (Libéral)
- James Alexander Lougheed, 10 octobre 1911 - 28 décembre 1921, (Conservateur)
- Raoul Dandurand, 29 décembre 1921 - 28 juin 1926, (Libéral)
- William Benjamin Ross[note 3], 28 juin 1926 - 24 septembre 1926, (Conservateur)
- Raoul Dandurand, 25 septembre 1926 - 6 août 1930, (Libéral)
- Wellington Bartley Willoughby, 7 août 1930 - 3 février 1932, (Conservateur)
- Arthur Meighen, 3 février 1932 - 22 octobre 1935, (Conservateur)
- Raoul Dandurand, 23 octobre 1935 - 11 mars 1942, (Libéral)
- James Horace King, 26 mai 1942 - 24 août 1945, (Libéral)
- Wishart McLea Robertson, 24 août 1945 - 14 octobre 1953, (Libéral)
- William Ross Macdonald, 14 octobre 1953 - 20 juin 1957, (Libéral)
- John Thomas Haig, 9 octobre 1957 - 11 mai 1958, (Progressiste-conservateur)
- Walter Morley Aseltine, 12 mai 1958 - 31 août 1962, (Progressiste-conservateur)
- Alfred Johnson Brooks, 31 août 1962 - 21 avril 1963, (Progressiste-conservateur)
- William Ross Macdonald, 22 avril 1963 - 2 février 1964, (Libéral)
- John Joseph Connolly, 3 février 1964 - 19 avril 1968, (Libéral)
- Paul Joseph James Martin[note 4], 20 avril 1968 - 1er avril 1969

### Leader du gouvernement au Sénat (1969-2015)
| Titulaire Parti | Titulaire Parti                           | Début             | Fin               | Cabinet          |
| --------------- | ----------------------------------------- | ----------------- | ----------------- | ---------------- |
|                 | Paul Joseph James Martin Libéral          | 1er avril 1969    | 7 août 1974       | 20e (Trudeau)    |
|                 | Raymond Joseph Perrault Libéral           | 8 août 1974       | 3 juin 1979       | 20e (Trudeau)    |
|                 | Jacques Flynn Progressiste-conservateur   | 4 juin 1979       | 2 mars 1980       | 21e (Clark)      |
|                 | Raymond Joseph Perrault Libéral           | 2 mars 1980       | 29 septembre 1982 | 22e (Trudeau)    |
|                 | Bud Olson Libéral                         | 30 septembre 1982 | 29 juin 1984      | 22e (Trudeau)    |
|                 | Allan MacEachen Libéral                   | 30 juin 1984      | 16 septembre 1984 | 23e (Turner)     |
|                 | Dufferin Roblin Progressiste-conservateur | 17 septembre 1984 | 29 juin 1986      | 24e (Mulroney)   |
|                 | Lowell Murray Progressiste-conservateur   | 30 juin 1986      | 24 juin 1993      | 24e (Mulroney)   |
| 25 juin 1993    | Lowell Murray Progressiste-conservateur   | 3 novembre 1993   | 25e (Campbell)    |                  |
|                 | Joyce Fairbairn Libéral                   | 4 novembre 1993   | 10 juin 1997      | 26e (Chrétien)   |
|                 | Alasdair Bernard Graham Libéral           | 11 juin 1997      | 3 octobre 1999    | 26e (Chrétien)   |
|                 | Bernie Boudreau (en) Libéral              | 4 octobre 1999    | 8 janvier 2001    | 26e (Chrétien)   |
|                 | Sharon Carstairs Libéral                  | 9 janvier 2001    | 11 décembre 2003  | 26e (Chrétien)   |
|                 | Jack Austin Libéral                       | 12 décembre 2003  | 6 février 2006    | 27e (Martin)     |
|                 | Marjory LeBreton Conservateur             | 7 février 2006    | 14 juillet 2013   | 28e (Harper)     |
|                 | Claude Carignan Conservateur              | 20 août 2013      | 4 novembre 2015   | 28e (Harper)     |
| Poste vacant    | Poste vacant                              | 4 novembre 2015   | 12 novembre 2016  | 29e (J. Trudeau) |

### Représentant du gouvernement au Sénat (depuis 2016)
| Titulaire Parti | Titulaire Parti               | Début            | Fin              | Cabinet       |
| --------------- | ----------------------------- | ---------------- | ---------------- | ------------- |
|                 | Peter Harder (en) Indépendant | 12 novembre 2016 | 31 décembre 2019 | 29e (Trudeau) |
|                 | Marc Gold Indépendant         | 24 janvier 2020  | En cours         | 29e (Trudeau) |